# Secret&Lies
『Secret & Lies』（シークレット・アンド・ライズ）は、日本の歌手として活動していた三枝夕夏のソロプロジェクトである三枝夕夏 IN dbのミニ・アルバム。
2003年2月5日にGIZA studioからリリースされ、プロデューサーはKANONJIこと長戸大幸が担当している。当時はまだバンド形態ではなく、三枝のソロプロジェクトであったため、その後の作品とは作風が若干異なっている。
本作からの先行シングルとして、深夜アニメ『天使な小生意気』（テレビ東京系）のエンディングテーマとしてオンエアされた「Whenever I think of you」「It's for you」「Tears Go By」の3曲が収録されている。

## 制作
楽曲提供者にGARNET CROWの中村由利をはじめ、大野愛果、川島だりあが手がけた。中でも、中村と当時20歳の女子大生であった五大ゆりの2人は、初めて楽曲提供を行った。

## 批評
| 専門評論家によるレビュー | 専門評論家によるレビュー |
| レビュー・スコア         | レビュー・スコア         |
| 出典                     | 評価                     |
| ------------------------ | ------------------------ |
| CDジャーナル             | 肯定的                   |

『CDジャーナル』は、ボーカルの三枝夕夏に関して「夏なイメージを鮮烈に届けてくれる三枝夕夏だが、アフター・サマー的なメロウな表情を中心に届けてくれた」としたうえで、楽曲に対しては「各曲ごとに強固な世界観が描かれているぶん、そのムードの中へ入り込み酔いしれ唄いあげてる彼女の姿も見えてくる」と肯定的な評価を下している。

## リリース
2003年2月5日にGIZA studioからリリースされた。
一度生産終了になったが、再度生産されるようになった。生産終了前の盤と再生産盤は見た目には違いはないものの、アルバム曲のボーカルテイクやアレンジが多少変更されている。また生産終了前の盤においては「Whenever I think of you」のボーカルテイクがシングル時のものより歌い直されたものとなっている。

## 収録曲
| 全作詞: 三枝夕夏。 |                                                       |           |            |          |      |
| #                  | タイトル                                              | 作詞      | 作曲       | 編曲     | 時間 |
| 1.                 | 「Graduation」                                        | 三枝夕夏  | 中村由利   | 徳永暁人 | 4:22 |
| 2.                 | 「It's for you」                                      | 三枝夕夏  | 川島だりあ | 池田大介 | 4:44 |
| 3.                 | 「Secret & Lies」                                     | 三枝夕夏  | 五大ゆり   | 徳永暁人 | 4:28 |
| 4.                 | 「Tears Go By」                                       | 三枝夕夏  | 大野愛果   | 徳永暁人 | 3:53 |
| 5.                 | 「Whenever I think of you」                           | 三枝夕夏  | 徳永暁人   | 徳永暁人 | 5:01 |
| 6.                 | 「Happy birthday to you」                             | 三枝夕夏  | 輝門       | AKIRA    | 3:56 |
| 7.                 | 「Stay my dream」                                     | 三枝夕夏  | 松橋未樹   | 小澤正澄 | 4:02 |
| 8.                 | 「Whenever I think of you (TV version)」(bonus track) | 三枝夕夏  | 徳永暁人   | 徳永暁人 | 1:34 |
| 合計時間:          | 合計時間:                                             | 合計時間: | 合計時間:  | 32:00    |      |

## 楽曲解説
1. Graduation
  - 卒業をテーマにしたミディアム・バラードの楽曲[3]。
2. It's for you
  - 2ndシングル。
  - テレビ東京系アニメ『天使な小生意気』エンディングテーマ[6]
3. Secret & Lies
  - テレビ東京系アニメ『天使な小生意気』エンディングテーマ[6]
  - 三角関係をテーマに、大人のせつない恋物語描いた、クールでアダルトな作品に仕上がった作品となっている。三枝によると、これまでとは一味違った表現をしてみたいと思い、デモテープを探していた際、五大が制作したデモテープにたどり着いたという[3]。
4. Tears Go By
  - 3rdシングル。
  - テレビ東京系アニメ『天使な小生意気』エンディングテーマ[6]
5. Whenever I think of you
  - 1stシングル。
  - テレビ東京系アニメ『天使な小生意気』エンディングテーマ[6]
  - コニカ「Revio」CMソング[2][7]
6. Happy birthday to you
  - 従来のバースデーソングとは異なっており、彼氏の誕生日に一番望む別れをプレゼントするよという内容の失恋ソングとなっている[3]。
7. Stay my dream
  - 三枝によると、収録曲の中でこの曲のみアップテンポであるため、ちょっと浮いてしまうという理由から、最後まで収録するか迷ったというが、並べてみるといいスパイスになっているうえ、せつない想いをしている人の応援歌になればうれしいということから、最終的に収録する事にしたという[3]。また、スリリングでダンサブルなアレンジがとってもお気に入りの1曲だとも語っている[3]。
8. Whenever I think of you (TV version) (bonus track)
  - 1stシングル「Whenever I think of you」のアニメオンエアバージョン。

## 参加ミュージシャン
- Recording director : 池田大介 (ZAIN ARTISTS)

| Graduation - Track : 徳永暁人 - Chorus : 三枝夕夏 - Mix : 中島顕夫 It's for you - Track : 池田大介 - Chorus : 宇徳敬子, 三枝夕夏 - Mix : 市川孝之 Secret & Lies - Track : 徳永暁人 - Chorus : 宇徳敬子, 三枝夕夏 - Mix : 市川孝之 Tears Go By - Track : 徳永暁人 - Chorus : 大野愛果, 宇徳敬子, 三枝夕夏 - Mix : 市川孝之 | Whenever I think of you - Track : 徳永暁人 - Chorus : 徳永暁人, 宇徳敬子, 三枝夕夏 - Mix : 吉松克之 Happy birthday to you - Track : AKIRA - Chorus : 宇徳敬子, 三枝夕夏 - Mix : 中島顕夫 Stay my dream - Track : 小澤正澄 - Chorus : 宇徳敬子, 三枝夕夏 - Mix : 市川孝之 |